# Moulin Saulnier
Le moulin Saulnier est un moulin situé à Noisiel, dans le département de Seine-et-Marne, en France. Utilisant l'énergie hydraulique de la Marne, il était la pièce maitresse de l'ancienne usine Menier et permettait de broyer les fèves de cacao pour produire du chocolat.

## Historique
Le pharmacien Antoine Brutus Menier (1795-1853), met en vente des médicaments à base de chocolat qui sert à masquer l'amertume des pastilles. Il fonde en 1816, l’entreprise chocolatière qui porte son nom dans le quartier du Marais à Paris (rue Sainte-Croix-de-la-Bretonnerie). Il désire alors accroitre son activité et loue en 1825 pour une durée de 15 ans, l'ancien moulin seigneurial de Noisiel (village qui ne compte alors qu'à peine plus d’une centaine d’habitants), ainsi que le terrain environnant d’environ 3 hectares. Il fait transformer la structure d'origine pour les besoins de son entreprise en y ajoutant un étage et finit par l'acquérir au terme de son contrat de location.
En 1842, le moulin, déjà fragilisé, ne répond plus à la demande d'une entreprise en plein essor. Menier le fait rebâtir une seconde fois par un entrepreneur de Chelles, M. Dubreuil, tandis que les mécanismes sont confiés à M. Antic, mécanicien et fondeur à Paris.
Dix ans plus tard, en 1852, Antoine Brutus Menier fait appel à l'architecte Jules Bonneau pour reconstruire une troisième fois le moulin. Celui-ci est équipé de deux turbines à hélices de 80 chevaux chacune conçues par l'ingénieur hydraulicien Louis-Dominique Girard,.
En 1869, Émile-Justin Menier, fils d'Antoine Brutus, fait commencer la construction de l'actuel moulin, le quatrième. Conçu par l'architecte Jules Saulnier, disciple de Eugène Viollet le Duc, et l'ingénieur Armand Moisant, il est l'un des premiers bâtiments au monde à structure métallique apparente et il est basé sur les travaux de Viollet le Duc. Il est aussi caractérisé par les motifs de sa façade en briques émaillée. Il est mis en service en 1872.

## Protection
Le bâtiment dit la Cathédrale sur l'île de la Marne, l'ancien pavillon pour le refroidissement du chocolat sur la rive gauche de la Marne ainsi que le pont en béton fretté reliant l'usine au bâtiment fait l’objet d’une inscription au titre des monuments historiques depuis le 7 juillet 1986.
Le moulin dans son ensemble fait l’objet d’un classement au titre des monuments historiques depuis le 7 février 1992.
En 2021, un arrêté d'inscription étend l'inscription aux autres parties de l’ancienne chocolaterie Menier comme les ateliers, les grilles ainsi que l'intérieur des bâtiments.

## Architecture
Le bâtiment est plus long que son prédécesseur, puisqu'il repose sur une pile supplémentaire et offre une surface de 485 m2. La charpente métallique pèse 460 tonnes, soit 948 kg au mètre carré et reste apparente, se mêlant au parement de briques qui forme un décor architectural s'inspirant directement du style orientaliste (dit aussi « style Alhambra ») lequel emprunte notamment les canons de l'architecture arabo-andalouse du Maghreb,.

L'intérieur se répartit sur trois étages dont chacun est dédié à une étape de production précise répondant au principe que le produit fini soit fabriqué au niveau inférieur. Ainsi, les fèves de cacao sont broyées au troisième et dernier étage. Puis le mélange des cosses au sucre s'effectue au deuxième étage. Enfin, la préparation de la pâte de cacao est élaborée au premier étage,.

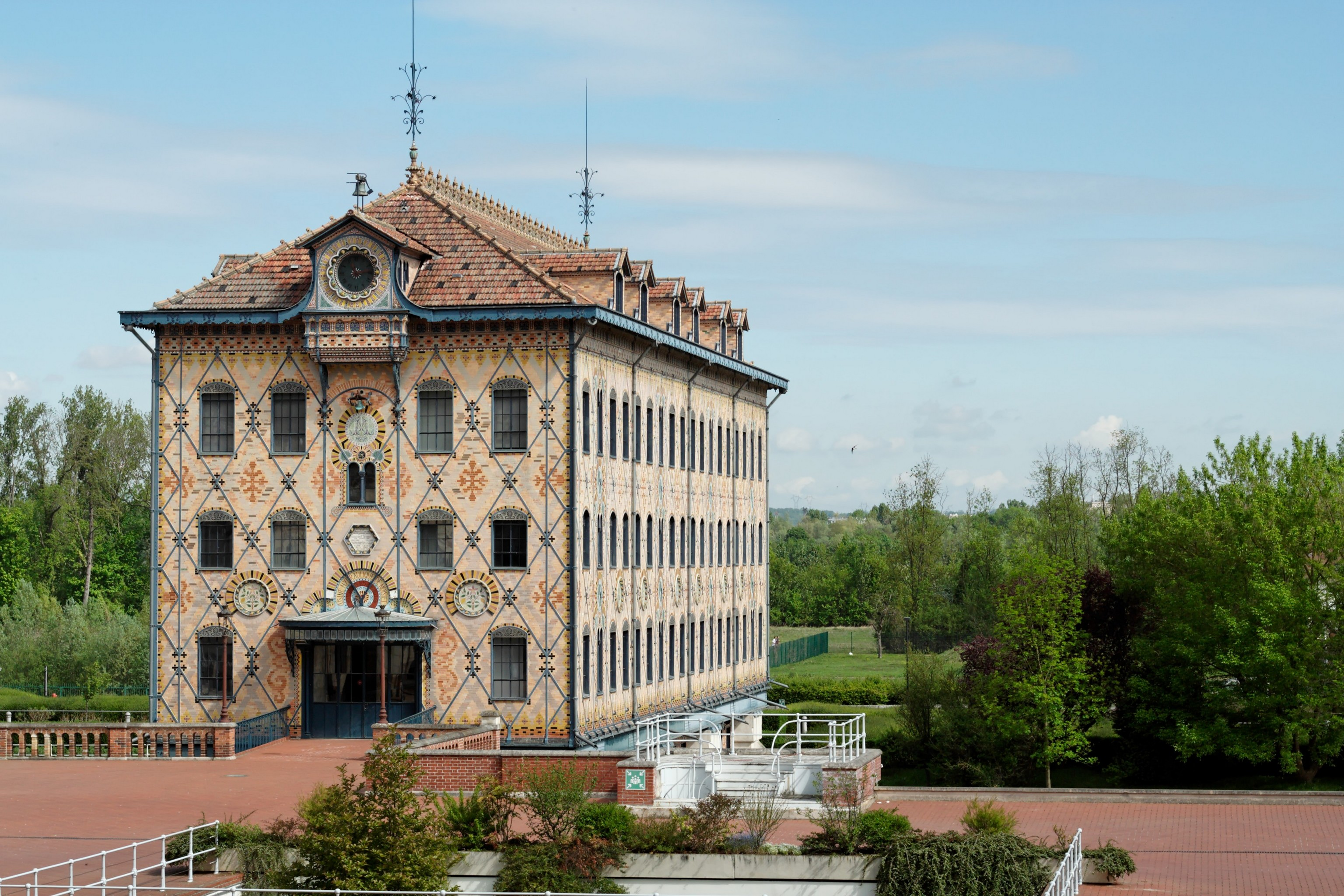
Entrée et façade sud du moulin
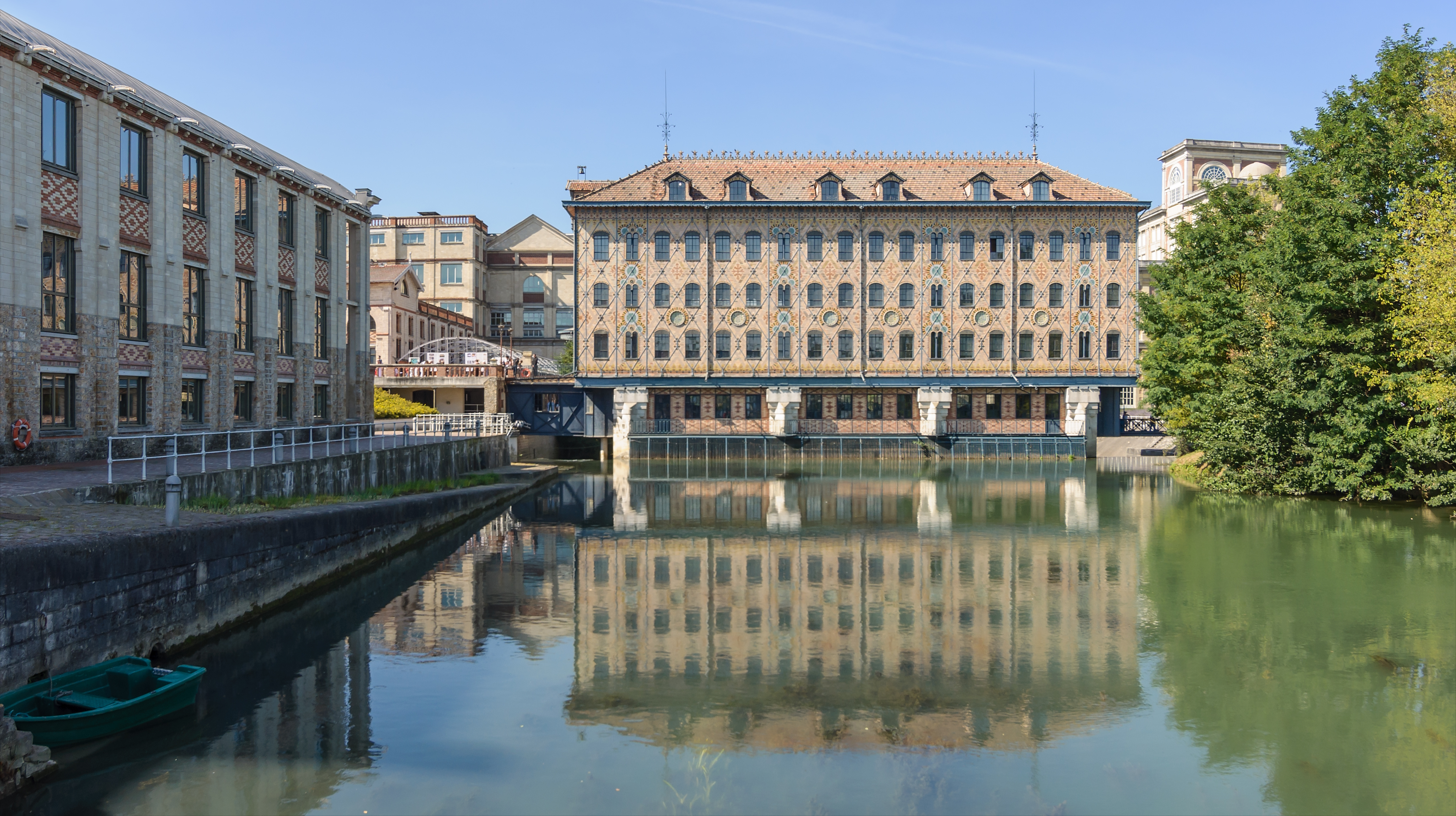
Situation du moulin, sur la Marne, de l'est
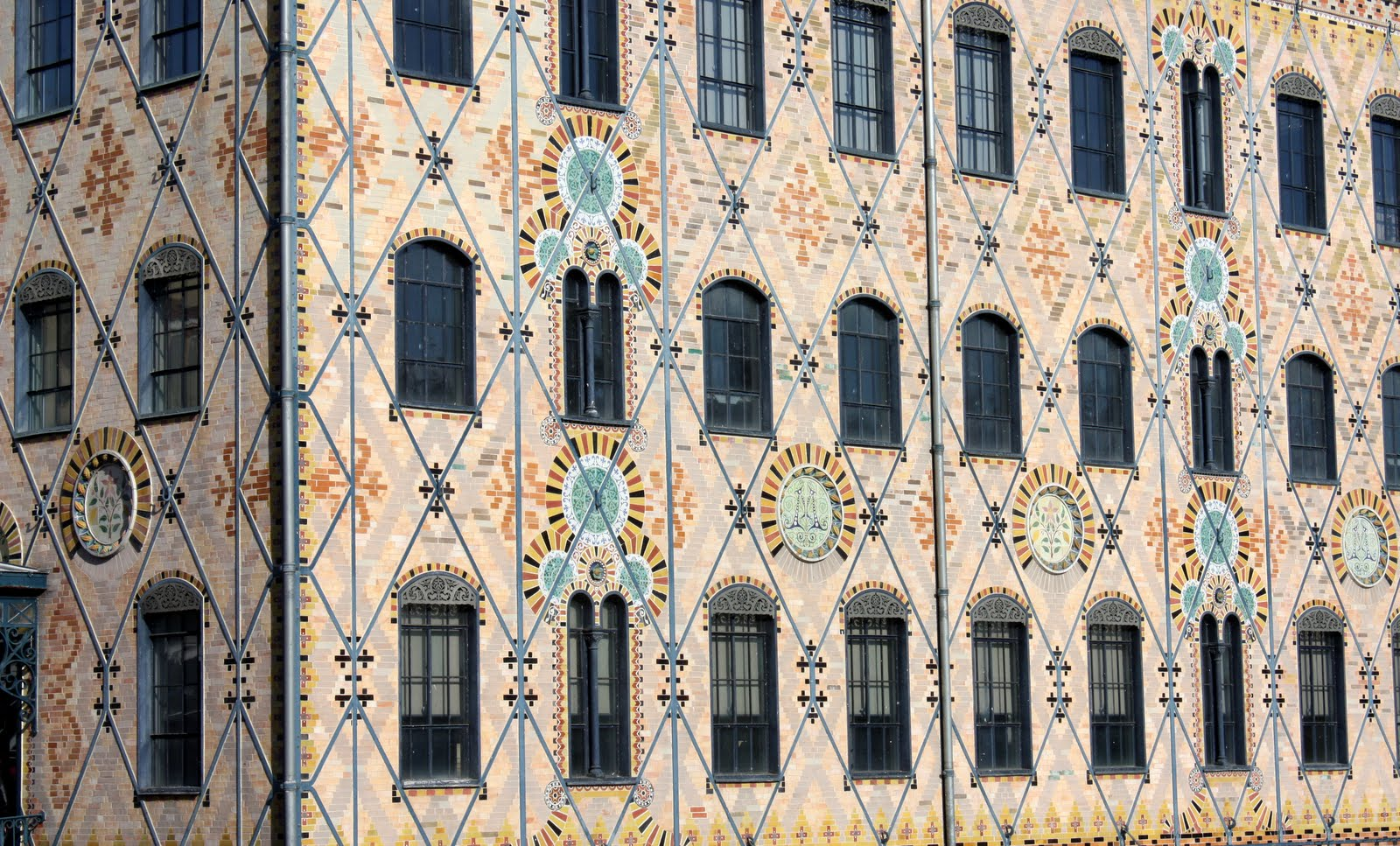
Détail de la façade, montrant l'armature métallique exposée et les briques polychromes
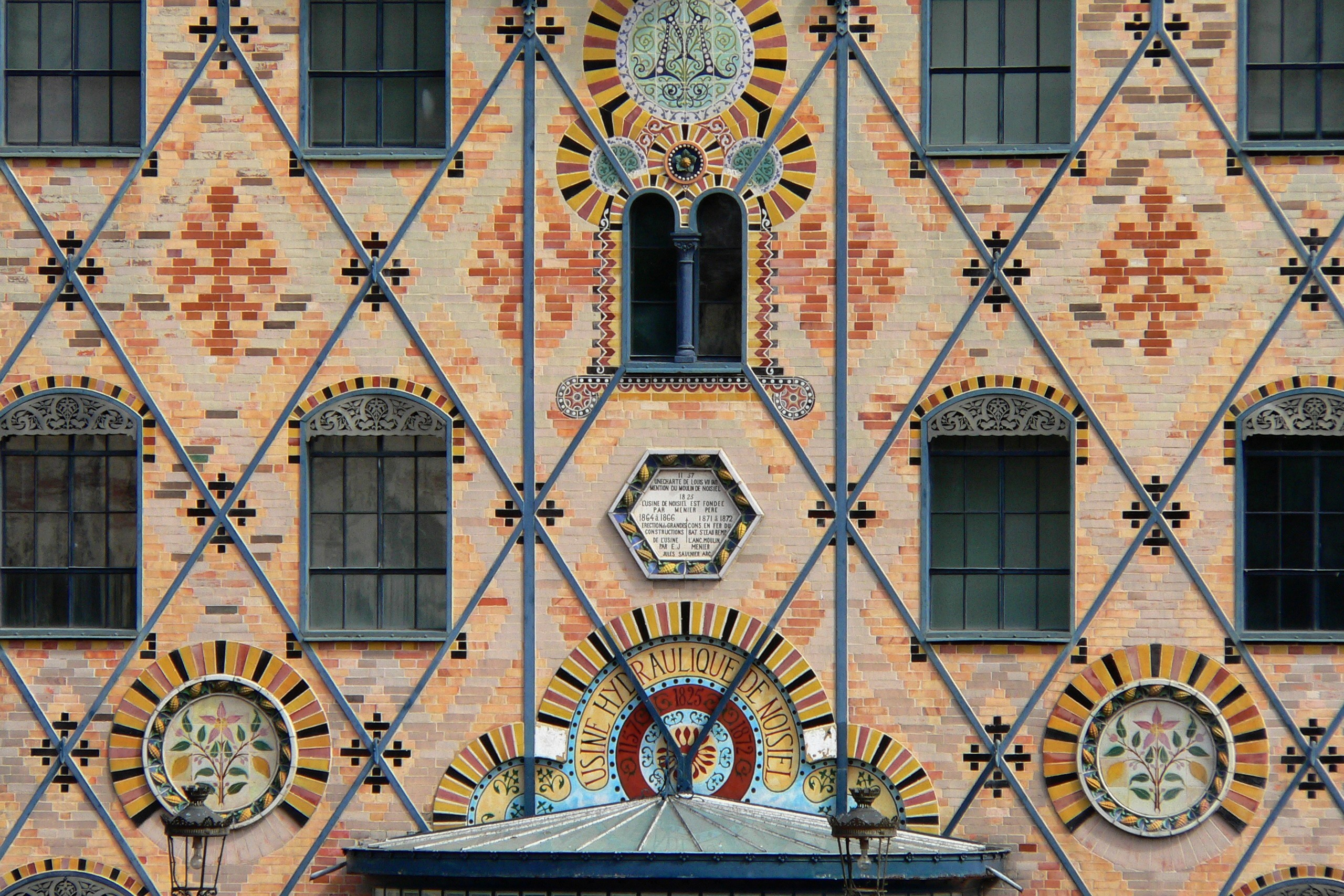
Détail de la façade sud
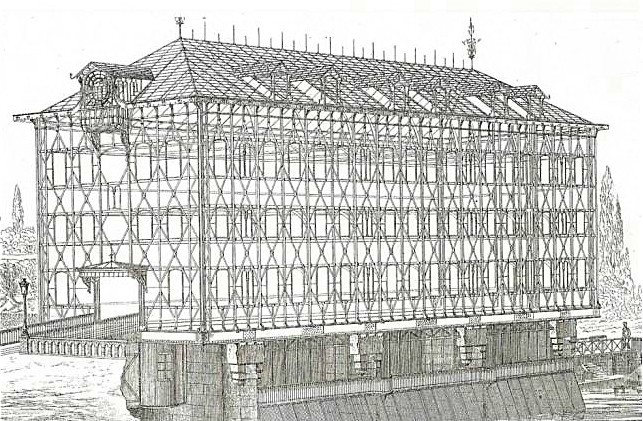
Schéma de l'armature métallique du moulin